# Quimera d'Arezzo
La quimera d'Arezzo és una escultura etrusca de bronze i un dels exemples més coneguts de l'art dels etruscs. Va ser trobada el 1553, durant la construcció d'una fortificació a la perifèria d'Arezzo, una antiga ciutat etrusca i romana de la Toscana, i va ser reclamada immediatament per a la col·lecció del gran duc de la Toscana, Cosme I de Mèdici, el qual la va exposar al públic al Palazzo Vecchio, i va col·locar peces de bronze més petites al seu propi estudi al Palazzo Pitti, on "el duc s'entretenia amb gran plaer netejant-les ell mateix, amb algunes eines d'orfebre" (tal com Benvenuto Cellini explica en la seva autobiografia). La quimera encara es conserva a Florència, actualment al Museu Arqueològic. Fa aproximadament 80 centímetres d'alçada.
En la mitologia grega, la monstruosa quimera devastava el seu lloc natal, Lícia, fins que va ser derrotada per Bel·lerofont. Al principi, els descobridors d'aquest bronze a Arezzo el van identificar amb un lleó, ja que la seva cua, que hauria de tenir forma de serp, s'havia perdut. Aviat, però, es va reconèixer que representava la quimera del mite i, de fet, entre les petites peces de bronze i els fragments portats a Florència, es va recuperar una secció de la cua, segons Giorgio Vasari. L'actual cua de bronze és una restauració del segle xviii.
La quimera formava part d'un tresor d'estàtues de bronze encara més important, que havia estat cautelosament enterrat en algun moment de l'antiguitat. Es van trobar per casualitat, mentre es cavaven unes rases a l'exterior de la porta de San Laurentino, a les muralles de la ciutat. N'hi ha una rèplica de bronze exposada al lloc de la troballa.
A la pota dreta de la quimera, hi ha una inscripció que s'ha llegit de diferents maneres, però que recentment s'està d'acord que diu TINSCVIL. Aquesta inscripció indica que el bronze era un objecte votiu dedicat a Tin o Tínia, el déu suprem etrusc del dia.